# Halowe Mistrzostwa Świata w Lekkoatletyce 2003 – bieg na 3000 m kobiet
Bieg na 3000 m kobiet – jedna z konkurencji rozgrywanych podczas halowych mistrzostw świata w lekkoatletyce w 2003. Eliminacje odbyły się 14 marca, a finał został rozegrany 15 marca.
Do eliminacji zgłoszonych zostało 21 zawodniczek z 16 państw.
Zawody w tej konkurencji wygrała reprezentantka Etiopii Berhane Adere. Drugą pozycję zajęła zawodniczka z Hiszpanii Marta Domínguez, trzecią zaś reprezentująca kraj triumfatorki Meseret Defar.

## Wyniki

### Eliminacje
Źródło: 
Bieg 1
| Miejsce | Zawodniczka       | Państwo           | Wynik   | Uwagi |
| ------- | ----------------- | ----------------- | ------- | ----- |
| 1.      | Berhane Adere     | Etiopia           | 8:53,64 |       |
| 2.      | Galina Bogomołowa | Rosja             | 8:55,72 |       |
| 3.      | Benita Johnson    | Australia         | 8:57,08 |       |
| 4.      | Zahra Ouaziz      | Maroko            | 8:57,21 |       |
| 5.      | Hayley Tullett    | Wielka Brytania   | 9:00,13 |       |
| 6.      | Amaia Piedra      | Hiszpania         | 9:03,41 |       |
| 7.      | Wioletta Janowska | Polska            | 9:09,27 |       |
| 8.      | Lívia Tóth        | Węgry             | 9:10,95 |       |
| 9.      | Maria Martins     | Francja           | 9:12,48 |       |
| 10.     | Dina Cruz         | Gwatemala         | 9:56,67 |       |
| –       | Collette Liss     | Stany Zjednoczone | DNF     |       |

Bieg 2
| Miejsce | Zawodniczka                 | Państwo           | Wynik   | Uwagi |
| ------- | --------------------------- | ----------------- | ------- | ----- |
| 1.      | Meseret Defar               | Etiopia           | 8:49,80 | PB    |
| 2.      | Maria Cristina Grosu-Mazilu | Rumunia           | 8:51,58 | PB    |
| 3.      | Marta Domínguez             | Hiszpania         | 8:51,97 |       |
| 4.      | Zhor El Kamch               | Maroko            | 8:52,31 |       |
| 5.      | Susanne Pumper              | Austria           | 9:02,98 | SB    |
| 6.      | Maria McCambridge           | Irlandia          | 9:03,68 | PB    |
| 7.      | Katie McGregor              | Stany Zjednoczone | 9:06,30 |       |
| 8.      | Jelena Sidorczenkowa        | Rosja             | 9:13,51 |       |
| 9.      | Korene Hinds                | Jamajka           | 9:15,18 |       |
| –       | Maria Tsirmba               | Grecja            | 8:52,70 |       |

### Finał
Źródło: 
| Miejsce | Zawodniczka                 | Państwo         | Wynik   | Uwagi |
| ------- | --------------------------- | --------------- | ------- | ----- |
| 01 !    | Berhane Adere               | Etiopia         | 8:40,25 |       |
| 02 !    | Marta Domínguez             | Hiszpania       | 8:42,17 |       |
| 03 !    | Meseret Defar               | Etiopia         | 8:42,58 | PB    |
| 4.      | Zahra Ouaziz                | Maroko          | 8:49,50 |       |
| 5.      | Zhor El Kamch               | Maroko          | 8:49,55 |       |
| 6.      | Galina Bogomołowa           | Rosja           | 8:50,62 | PB    |
| 7.      | Benita Johnson              | Australia       | 8:51,62 | SB    |
| 8.      | Maria Cristina Grosu-Mazilu | Rumunia         | 8:58,65 |       |
| 9.      | Amaia Piedra                | Hiszpania       | 8:59,76 | PB    |
| 10.     | Hayley Tullett              | Wielka Brytania | 9:00,17 |       |
| 11.     | Susanne Pumper              | Austria         | 9:08,64 |       |
| –       | Maria Tsirmba               | Grecja          | 8:52,21 |       |